# Кангасмяки, Рейно
Рейно Калерво Кангасмяки (фин. Reino Kalervo Kangasmäki; 2 июля 1916 — 26 сентября 2010) — финский борец греко-римского стиля, призёр Олимпийских игр.
Рейно Кангасмяки родился в 1916 году в Коккола. В 1943 году занял 3-е, а в 1947 году — 2-е место на чемпионате Финляндии. В 1948 году на Олимпийских играх в Лондоне он завоевал бронзовую медаль в весовой категории до 52 кг.